# In Celebration of Life
In Celebration of Life è il settimo album in studio del compositore greco Yanni, pubblicato dalla Private Music nel 1991.

## Tracce
1. Santorini – 4:34
2. Song for Antarctica – 4:23
3. Marching Season – 5:34
4. Walkabout – 4:32
5. Keys to Imagination – 5:13
6. Looking Glass – 6:35
7. Someday – 4:34
8. Within Attraction – 4:12
9. Standing in Motion – 5:20
10. Sand Dance – 5:10

## Componenti
- Yanni - Compositore e produttore